# صندوق

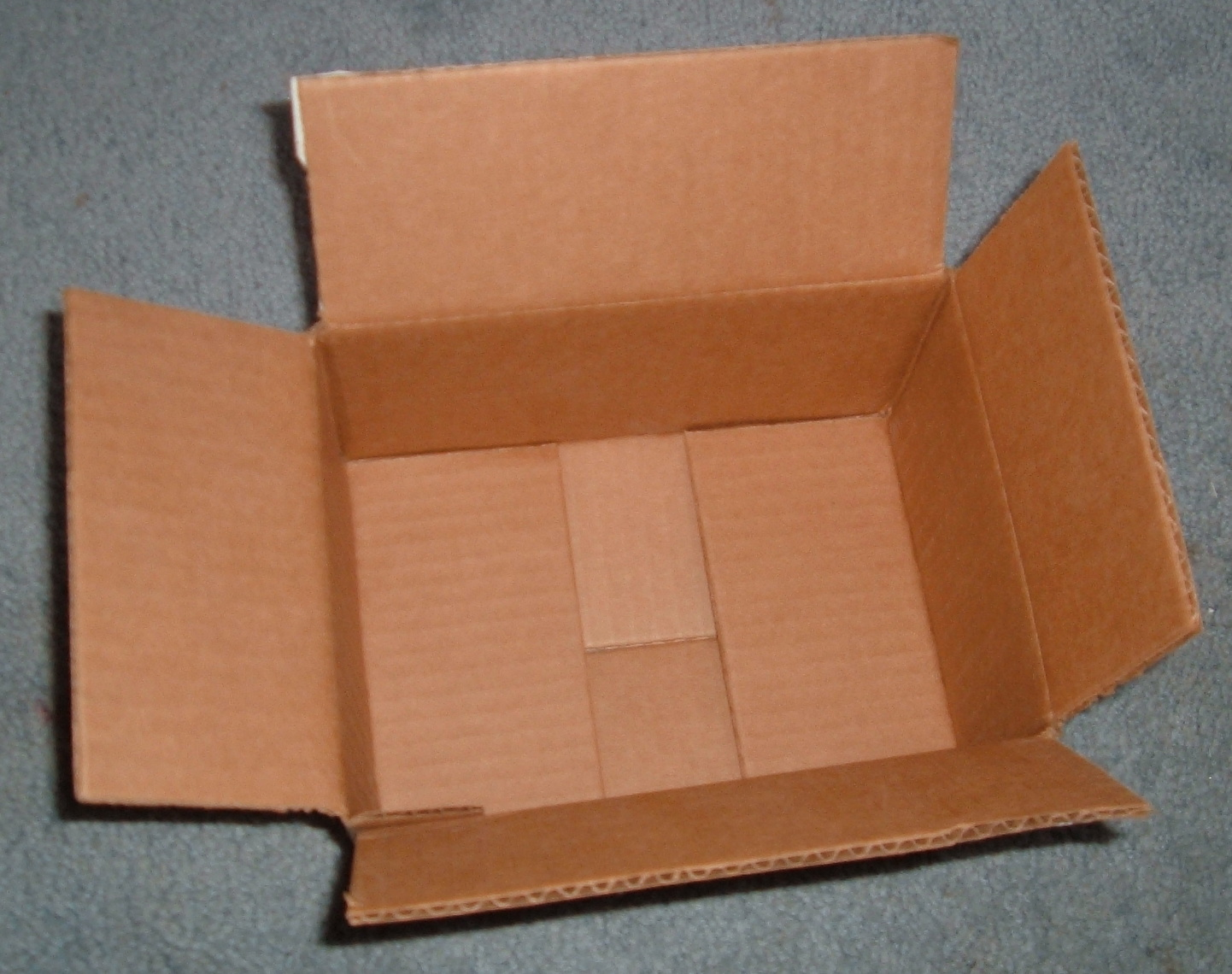
صندوق من الكرتون المقوى.

الصُنْدُوْق (الجمع: صَنَادِيْق) أو العُلْبَة (الجمع: عُلُبَات، عُلْبَات، عُلَب، عِلَاب) أو السحارة هو وعاء متعدد الأشكل والمقاسات، يستخدم عادة لتخزين أو نقل أنواع مختلفة من الاشياء. تصنع الصناديق عادة من الورق المقوى وقد تصنع أيضاً من الخشب واللدائن والحديد وغيرها.

## انظر أيضًا

صندوق هدية.